# Дым сигарет с ментолом. 15 лет
«Дым сигарет с ментолом. 15 лет» (также «Дым сигарет с ментолом. Юбилейный 15 лет») — двадцать второй студийный юбилейный альбом группы «Нэнси», выпущенный 20 ноября 2008 года на лейбле «Стиль Рекордс».

## Об альбоме
20 ноября 2008 года группа «Нэнси», популярность которой резко упала в 1999 году, вернулась на российскую сцену. После дефолта 1998 года музыканты уехали в Германию, где жили несколько лет. После их отъезда компания «Лига прав» во главе с Игорем Маматовым подделала документы на правообладание песнями группы «Нэнси» и передала их в РАО.

Все эти годы мы получали копейки за авторство. К счастью, сейчас мы решили все юридические вопросы. И по концертам, письмам и отзывам людей мы неожиданно поняли, что интерес к песням, в особенности к композиции «Дым сигарет с ментолом», не пропадает, а наоборот, только нарастает, — Анатолий Бондаренко

В честь своего возвращения на российскую сцену и 15-летнего юбилея коллектив выпустил диск «Дым сигарет с ментолом. 15 лет». Пластинку издала компания «Стиль Рекордс» в ноябре. Помимо известных хитов «Дым сигарет с ментолом», «Чистый лист», «Туман-туман», в неё вошли и совершенно новые композиции «Ночной вокзал» и «Просто выходной». В качестве видеобонуса на диске представлена подборка клипов группы, снятых ещё в 90-е.

## Отзывы критиков
Рецензент InterMedia Алексей Мажаев: Само словосочетание «возрождение группы „Нэнси“» звучит почти так же радостно, как, к примеру, «возрождение группы „Маленький принц“ или там „Неоновый мальчик“» — то есть крайне нелепо. Сам коллектив, в 1993 году с отменно трэшовым «Дымом сигарет с ментолом» вспрыгнувший на подножку уходящего поезда сиротского попса, относится к себе очень серьёзно — тогда как остальные всю жизнь воспринимали «Нэнси» как юмористический, пародийный проект. Не знаю, какой стоеросовой надо быть дубиной, чтобы взаправду страдать над всеми этими «платье по моде носишь», а не ржать в голос над «Ментолом» и прочими «Чистыми листами» и «Ночными вокзалами». Даже сам внешний вид дуэта оставлял очень мало шансов на то, что все это не понарошку. Широкий мужланистый (типаж исполнителя русского шансона) Анатолий Бондаренко и андрогинно-напомаженный (типаж накрашенного сиротинушки из «Ласкового мая») Андрей Костенко являли собой почти идеальную юмористическую пару — а их подчёркнутая старательность в производстве песен о трагических любвях только усиливала этот эффект.

## Список композиций
| №   | Название                     | Длительность |
| --- | ---------------------------- | ------------ |
| 1.  | «Дым сигарет с ментолом»     | 6:05         |
| 2.  | «Чистый лист»                | 5:19         |
| 3.  | «Ночной вокзал»              | 4:15         |
| 4.  | «Светлана»                   | 3:17         |
| 5.  | «Отель»                      | 4:49         |
| 6.  | «Голубоглазая»               | 3:41         |
| 7.  | «Скажу прощай»               | 5:46         |
| 8.  | «Стройная, красивая»         | 4:26         |
| 9.  | «Туман-туман»                | 5:13         |
| 10. | «Мойша (музыкальная сказка)» | 5:32         |
| 11. | «Свадьба знатная»            | 4:39         |
| 12. | «Белые ромашки»              | 4:15         |
| 13. | «Чёрный кадиллак»            | 5:25         |
| 14. | «Тёща»                       | 5:02         |
| 15. | «Просто выходной»            | 2:35         |

## Участники записи
- Анатолий Бондаренко — музыка, слова, аранжировка, вокал, сведение, продюсер
- Андрей Костенко — аранжировка, вокал

## Видеоклипы
1. Дым сигарет с ментолом (Live Exclusive Show)
2. Чистый лист (видеоклип; режиссёр Сергей Изотов, оператор Сергей Мачильский)
3. Отель (видеоклип)
4. Свадьба знатная (Live Exclusive Show)
5. Светлана (Live Exclusive Show)
6. Туман-туман (Live Exclusive Show)
7. Горько плакала ива (видеоклип)
8. Дым сигарет с ментолом (видеоклип)
9. Ты далеко (видеоклип)
10. Деловой человек (Live Exclusive Show)